# Marcus Porcius Cato Minor
Marcus Porcius Cato Minor vagy Cato Uticensis, (Róma, Kr. e. 95 – Utica, ma Bu Sater, Tunézia, Kr. e. 46. április 12.) római politikus, író, szónok.
A hasonló nevű, a Kr. e. 2. században élt államférfi és író, idősebb Cato (Cato maior) dédunokája volt. A római arisztokrácia legfelsőbb köreiből származott.

## Életútja
Harmincéves korában a quaestori hivatalt, Kr. e. 62-ben a néptribunusi, Kr. e. 54-ben a praetori tisztet töltötte be. A legmagasabb polcra azonban nem jutott el, mert Kr. e. 51-ben történt consuli jelölése kudarccal végződött.
Élénk közéleti tevékenysége során mindig ellenzéki magatartást tanúsított a hatalomért küzdő pártokkal és az egyeduralomra törő politikusokkal szemben. Soha nem kötött kompromisszumokat és semmilyen módon nem hagyta megvesztegetni magát. Ez nemcsak legendássá vált személyes becsületességének, hanem szilárd, de anakronisztikus politikai meggyőződésének is kifejezése volt. Az ifjabbik Cato (Cato minor) ugyanis – nagy ősének példáját követve – az alkotmányos köztársasági rendszernek, a senatus és a váltakozva hivatalba választott tisztviselők kormányzatának, a római vezető réteg "hagyományos" erkölcsi szilárdságának eltökélt híve volt egy olyan korszakban, amikor már nyilvánvalóvá vált az oligarchikus vezetés csődje és a birodalom kormányzatának a katonai diktatúra irányába való elkerülhetetlen fejlődése.
Kérlelhetetlenül dacos magatartása és rigorózus erkölcsi felfogása nagy tekintélyt biztosított ugyan számára, de végeredményben egyetlen párt gyakorlati tevékenységének sem kedvezett, mert inkább absztrakt elveket, mintsem a hajlékonyságot követelő reálpolitika céljait szolgálta. Amíg az alkotmányos eljárásokat formálisan még tiszteletben tartották, addig sikerrel lépett fel minden visszásság ellen és kíméletlenül védelmezte a senatus tekintélyét. Ő volt például, aki a leghatározottabban követelte a Catilina-féle összeesküvés szervezőinek kivégzését. 
Mindaddig szembeszállt Pompeiusszal és Caesarral amíg a triumvirátus tehetetlenségre nem kárhoztatta. Pompeius és Caesar nyílt összeütközésekor a senatus védelmezőjeként Pompeiust kezdte támogatni, a polgárháborúban az ő táborában harcolt. Pompeius veresége után Afrikában csatlakozott a pompeianus erőkhöz, de a fővezérséget nem vállalta, hanem Utica város parancsnokságával megelégedve igazságosan végezte feladatát. Julius Caesar győzelme után öngyilkos lett.
Kiváló szónoknak számított, irodalmi munkásságot is kifejtett: Metellus Scipio ellen jambusokat írt. E költeményei, hasonlóképp beszédeihez, elvesztek. Egyetlen, Ciceróhoz írott levele maradt fenn annak levélgyűjteményében.
A hagyomány szerint, amikor Julius Caesar értesült Cato öngyilkosságáról, így sóhajtott fel: „Ó, Cato, irigylem tőled halálodat, mint ahogyan te is irigyelted, hogy én mentsem meg életedet!”

## Kapcsolódó szócikk
- Servilius család